# Lya de Haas
Lya Mechelina Wilhelmina Maria de Haas (Vinkel, 6 november 1958 – Rosmalen, 23 juli 2024) was een Nederlands streektaalzangeres en presentatrice die dat voornamelijk in (een vorm van) Brabants dialect deed.

## Biografie

### Jeugd en opleiding
Lya de Haas werd geboren in het Brabantse Vinkel als oudste in een katholiek gezin van 5 kinderen. Ze was als kind al veel bezig met zingen en muziek maken. Op haar 9e verhuisde ze met het gezin naar Heeswijk-Dinther en keerde op haar 24e terug naar haar geboorteplaats.
De Haas werd opgeleid tot directiesecretaresse bij Schoevers. Daarnaast volgde ze een opleiding in de  natuurgeneeskunde in Hilversum, waar zij ook afstudeerde in fytotherapie. In beide beroepen was ze ook enige tijd werkzaam, maar ze koos uiteindelijk voor een zangcarrière.

### Zangcarrière
De Haas ontmoette in 1983 Cor Swanenberg, die veel nummers voor haar ging schrijven. Later schreef zij haar eigen nummers. In november 1993 bracht ze haar eerste soloalbum n Lutske me' Lya's uit. In 1995 verscheen haar tweede album Blef nog efkes. De Haas bracht in 2002 haar kerstalbum Kerstcadeautje uit. Daarnaast gaf De Haas regelmatig optredens, soms ook in het buitenland. Zo trad ze in 2009 op in het MGM casino in Las Vegas. Het nummer Ons Lieve Vrouwke op haar album Avé Maria is een veel gevraagd lied op bruiloften en uitvaarten.

### Radiocarrière
De Haas stelde het dialectmuziekprogramma De Griebelgrauw op Radio Vladderacken samen. Sinds 1999 had De Haas haar eigen programma Op z'n Brabants dat wordt uitgezonden op Omroep Brabant.

### Privé
Ze was getrouwd met Hennie Korsten, die eveneens dialectzanger was. Hij overleed in juli 2019. Samen woonden ze in Rosmalen. Zij werd ernstig ziek en koos voor euthanasie in juli 2024. Ze werd 65 jaar oud.

## Discografie

### Albums
| Album met eventuele hitnotering(en) in de Nederlandse Album Top 100        | Datum van verschijnen | Datum van binnenkomst | Hoogste positie | Aantal weken | Opmerkingen        |
| -------------------------------------------------------------------------- | --------------------- | --------------------- | --------------- | ------------ | ------------------ |
| n Lutske me' Lya's                                                         | 1993                  |                       |                 |              |                    |
| Blef nog efkes                                                             | 1995                  |                       |                 |              |                    |
| Stille Taal                                                                | 1999                  |                       |                 |              |                    |
| Kerstcadeautje                                                             | 2002                  |                       |                 |              |                    |
| Ave Maria, Ons Lieve Vrouwke                                               | 2008                  |                       |                 |              | met Hennie Korsten |
| Maon over Vinkel                                                           | 2014                  |                       |                 |              |                    |
| Brabants op zijn best, serie verzamel-cd's met diverse liedjes van De Haas |                       |                       |                 |              |                    |